# Computerimplementierte Erfindung
Der Begriff computerimplementierte Erfindung (CIE) wurde im Juni 2000 in einer gemeinsamen Studie der Patentämter von Europa, Japan und der USA geprägt und bezeichnet Anspruchsgegenstände von Softwarepatenten. Demnach ist eine computerimplementierte Erfindung durch Gegenstände der folgenden Art gekennzeichnet:

„… Computer, Computernetzwerke oder andere herkömmliche programmierbare digitale Vorrichtungen, wobei die neuen Eigenschaften der beanspruchten Erfindung augenscheinlich durch ein neues Programm oder Programme bewirkt werden.“

Der Begriff „computer-implementierte Erfindung“ wird hauptsächlich von Befürwortern dessen verwendet, was seine Gegner „Softwarepatente“ nennen. Letztere sehen in CIE im Wesentlichen Computerprogramme im Kontext von Patentansprüchen, also genau diejenigen Gegenstände, bei denen es sich nicht um Erfindungen im Sinne des Gesetzes (Artikel 52 EPÜ, § 1 PatG) handelt. Sie lehnen daher den Begriff „CIE“ als irreführend ab.

## Geschichte
Das Europäische Patentamt (EPA) erteilt seit einer bahnbrechenden Entscheidung seiner Technischen Beschwerdekammer von 1998 (IBM Program Product T 1173/97) Programmansprüche eine Ablehnung, bei denen unmittelbarer Gegenstand des Patentbegehrens ein „Computerprogramm, dadurch gekennzeichnet, dass…“ ist. Auch diese Ansprüche richten sich laut EPA-Doktrin noch immer nicht auf die von Artikel 52 EPÜ ausgeschlossenen „Programme für Datenverarbeitungsanlagen“ als solche. Das EPA führt dazu in der genannten Entscheidung aus, dass ein Computerprogramm-Anspruch – ebenso wie ein Verfahrens- oder Erzeugnisanspruch – genau dann zulässig ist, wenn sein Gegenstand eine „weitere technische Wirkung“ aufweist, die über eine „normale physikalische Wechselwirkung zwischen Programm und Computer“ hinausgeht. Diese „weitere technische Wirkung“ besteht bei CIE typischerweise im Einsparen von Rechenzeit oder Speicherplatz, sie liegt also auf dem Gebiet der Datenverarbeitung.
Das EPA bezeichnet allerdings auch solche Anspruchsgegenstände als CIE, bei denen es keine „weitere technische Wirkung“ und keinen „technischen Beitrag“ feststellen konnte. Der Begriff „Erfindung“ hat in der neuen Systematik des EPA, insbesondere seit der Entscheidung „Controlling Pension Benefits System“ von 2000, seine frühere abgrenzende Bedeutung verloren. Jeder mit Computermerkmalen ausgestattete Anspruchsgegenstand ist demnach von vorneherein eine Erfindung im Sinne des Artikel 52 EPÜ. Statt einer getrennten Erfindungsprüfung gemäß Artikel 52 wird im Rahmen der Prüfung auf „erfinderische Tätigkeit“ (Artikel 56 EPÜ) gefragt, ob die CIE eine „weitere technische Wirkung“ aufweist.

## Richtlinienvorschlag
Die neue EPA-Doktrin wurde 2002 Inhalt eines Vorschlages der Europäischen Kommission für eine Richtlinie „über die Patentierbarkeit computerimplementierter Erfindungen“, der im September 2003 und erneut im Juni 2005 vom Europäischen Parlament abgelehnt wurde. Die Gegenvorschläge der Parlamentsmehrheit forderten die Wiederherstellung der früheren Gesetzesauslegung. In den 21 Kompromissvorschlägen des Berichterstatters Michel Rocard vom Juni 2005, die die Unterstützung einer parteiübergreifenden Parlamentsmehrheit fanden, wird der Begriff „CIE“ verworfen und teilweise durch „computergestützte Erfindung“ (CGE) ersetzt. CGEs sind demnach „Erfindungen auf dem Gebiet der angewandten Naturwissenschaften“ und nicht der Datenverarbeitung als solcher.
Im Mai 2004 wurde im Rat der Europäischen Union ein sogenanntes „Kompromisspapier“ als „gemeinsamer Standpunkt“ beschlossen, der allerdings keine der substanziellen Änderungsanträge des Parlaments aus erster Lesung aufgenommen hatte und den Gerichten die Anerkennung der vom Europäischen Patentamt erteilten Softwarepatente aufzwang und dem Parlament zur Abstimmung vorlag. Dieser Vorschlag ging dabei in der Patentierbarkeit sogar noch über den ursprünglichen Entwurf der Kommission hinaus und er konnte nur in einem umstrittenen Verfahren formal als „gemeinsamer Standpunkt“ im Sinne des Mitentscheidungsverfahrens angenommen werden. Dabei wurde sowohl ein Antrag des Parlaments auf Neuverhandlung der gesamten Richtlinie von der Kommission abgelehnt, als auch der bindende Beschluss des dänischen Parlaments von dessen Ratsvertreter missachtet, das für eine erneute Diskussion im Rat votiert hatte. Auch die deutsche Regierung verhielt sich im Rat entgegen des interfraktionellen Bundestagsbeschlusses und winkte den „gemeinsamen Standpunkt“ mit nur unwesentlichen Änderungen durch. Da sich Österreich, Italien und Belgien bei der Abstimmung der Stimme enthielten, acht Staaten ihre Bedenken als Zusatzerklärung zum Beschluss formuliert haben, und die Änderungsanträge des Parlaments nicht berücksichtigt wurden, kann somit in keiner Weise von einem „gemeinsamen Standpunkt“ gesprochen werden.
Für die zweite Lesung im Parlament wurden 256 Änderungsanträge vorgelegt, die im Rechtsausschuss (JURI) gesichtet und zusammengefasst wurden. Am 20. Juni 2005 stimmte dieser Ausschuss über die Abstimmungsvorlagen ab, über die dann am 5., 6. und 7. Juli im Parlament debattiert und abgestimmt wurde. Bei dieser Abstimmung im Rechtsausschuss schwenkten die Mitglieder größtenteils in die Linie des EU-Rates ein. Der rechtspolitische Sprecher der christdemokratischen Volkspartei Klaus-Heiner Lehne hatte in seiner Fraktion seinen patentfreundlichen Kurs durchsetzen können.
Das Parlament hatte die Wahl, den „gemeinsamen Standpunkt“ anzunehmen, insgesamt zurückzuweisen oder erneute Änderungen zu fordern. Allerdings waren nach den Verfahrensregeln des Mitentscheidungsverfahrens die Hürden für eine Ablehnung bzw. Änderung hoch angesetzt, da das Parlament durch absolute Mehrheit bestimmen musste. Wäre es zur Ablehnung oder zu Änderungsanträgen gekommen, hätte der Richtlinienentwurf an den Rat zurückverwiesen werden müssen, der in der sogenannten dritten Lesung dann durch ein Vermittlungsverfahren einen Kompromiss mit dem Parlament hätte suchen müssen. Allerdings wies das Verhalten von Ratspräsident Jean-Claude Juncker und die ehemalige Bundesjustizministerin Zypries darauf hin, dass durch ein sogenanntes Trilog-Verfahren bereits vor der Abstimmung des Parlaments eine Lösung gefunden werden sollte, die eine solche dritte Lesung verhindern würde. Bei den deutschen EU-Parlamentariern waren Grüne und PDS-Fraktion einstimmig gegen den Ratsentwurf. In der größten Fraktion der CDU/CSU sowie bei der FDP waren die Abgeordneten anfänglich mehrheitlich dafür, während bei der SPD keine einheitliche Linie feststellbar war.
Das Parlament konnte sich jedoch im Rahmen des EU-Gesetzgebungsverfahrens nicht gegen den Rat und die Kommission durchsetzen. Am 6. Juli 2005 stimmten mit großer (95-prozentiger) Mehrheit 648 von 680 Abgeordneten gegen die Richtlinie zur Patentierbarkeit „computerimplementierter Erfindungen“.
Das EPA hält weiterhin an der Doktrin seiner Technischen Beschwerdekammer fest und verteidigt sie aktiv. Seit etwa Juni 2005 betreibt es eine Webkampagne für CIE und gibt dazu eine Broschüre heraus.

### Zitate nach der Entscheidung
„Auch wenn es stimmt, dass keine Richtlinie besser ist als eine schlechte, so besteht kein Grund zum Feiern. Die Kehrtwende der Konservativen und Liberalen zeigt immerhin, dass die beharrliche Kritik an der geplanten Richtlinie Wirkung gezeigt hat. Konservative und Liberale sahen sich gezwungen, darauf zu reagieren. Aber nationale Patentämter und das europäische Patentamt haben entgegen dem Europäischen Patentübereinkommen bereits Tausende Softwarepatente erteilt, darunter zahlreiche sogenannte Trivialpatente. Auch wenn diese jetzt erst mal nicht durchgesetzt werden können – diese Zeitbombe wurde nicht entschärft, sondern tickt weiter! Jetzt muss dringend eine Evaluierung der Erteilungspraxis der Patentämter in die Wege geleitet werden, um die Erteilung neuer und die Durchsetzung alter Softwarepatente einheitlich in Europa zu verhindern.“

„Die Ablehnung der Richtlinie ist ein großer Tag für den Parlamentarismus. Lobbyisten, Microsoft & Co und Patent-Beamte sind mit ihrem Versuch eines kompromisslosen Durchmarsches kläglich gescheitert. Die überparteiliche gemeinsame Initiative des Deutschen Bundestags mit einer Beratung unsicherer EU-Parlamentarier bis in die letzten Tage hinein bedeutet zugleich auch ein völlig neue Form parlamentarischer Zusammenarbeit über Ländergrenzen hinweg.“

„Allen mittelständischen Unternehmen, die innerhalb der EU Handel treiben mit Elektronik in Maschinen, Autos und Mobilfunkgeräten, kann heute ein Stein vom Herzen fallen.“

„Bevor eine unüberschaubare Flut von Änderungsanträgen die Richtlinie verwässert hätte, ist es besser, keine Richtlinie als eine schlechte zu haben. Statt Klarheit hätten wir Verwirrung gestiftet und womöglich das Gegenteil von dem erzielt, was wir ursprünglich wollten: Rechtssicherheit für die Bürger.“

„Dies ist eine kluge Entscheidung. Damit wird eine Gesetzgebung verhindert, welche die Patentierbarkeit in Europa möglicherweise zu Lasten der Industrie eingeschränkt hätte. Das Parlament hat sich heute für den Status Quo entschieden, der den Interessen unserer 10.000 Mitgliedsunternehmen bisher gut gedient hat.“

„Für Europa ist die Entscheidung von Straßburg ein guter Tag. Die Bürger Europas haben einen wichtigen Erfolg gegen Softwaremonopole errungen. Trotz massivem Lobbyeinsatz der Softwaregiganten konnte sich diesmal die Partikularinteressen der Großindustrie nicht durchsetzen. Allerdings ist die Ablehnung der Richtlinie nur die zweitbeste Lösung. Besser wäre ein Beschluss des Parlamentes gewesen, die Richtlinie so zu ändern, dass Softwarepatente effektiv ausgeschlossen werden. Die aktuelle rechtswidrige Patentierungspraxis des Europäischen Patentamtes muss gestoppt werden – entweder durch die nationalen Gerichte oder durch eine neue Richtlinie.“